# Reprezentacja Szwajcarii na Mistrzostwach Świata w Narciarstwie Klasycznym 2011
Reprezentacja Szwajcarii na Mistrzostwach Świata w Narciarstwie Klasycznym 2011 liczy 19 sportowców.

## Medale

### Złote medale
Brak

### Srebrne medale
Brak

### Brązowe medale
Skoki narciarskie mężczyzn, skocznia duża indywidualnie: Simon Ammann

## Wyniki

### Biegi narciarskie mężczyzn
Sprint
- Dario Cologna - 9. miejsce
- Martin Jaeger - 11. miejsce
- Jöri Kindschi - odpadł w kwalifikacjach
- Christoph Eigenmann - odpadł w kwalifikacjach

Bieg łączony na 30 km
- Dario Cologna - 24. miejsce
- Remo Fischer - 33. miejsce
- Toni Livers - 54. miejsce

Bieg na 15 km
- Dario Cologna - 25. miejsce

Sprint drużynowy
- Jöri Kindschi, Christoph Eigenmann - 16. miejsce

Sztafeta 4 × 10 km
- Dario Cologna, Remo Fischer, Toni Livers, Curdin Perl - 9. miejsce

Bieg na 50 km
- Dario Cologna - 20. miejsce
- Remo Fischer - 37. miejsce
- Curdin Perl - 44. miejsce
- Toni Livers - 55. miejsce

### Biegi narciarskie kobiet
Sprint
- Silvana Bucher - 22. miejsce
- Laurien van der Graaff - odpadła w kwalifikacjach

Bieg na 10 km
- Doris Trachsel - 33. miejsce

Bieg na 30 km
- Silvana Bucher - 19. miejsce

### Kombinacja norweska
Konkurs indywidualny HS 106/10 km
- Ronny Heer - 25. miejsce
- Seppi Hurschler - 32. miejsce

Konkurs indywidualny HS 134/10 km
- Seppi Hurschler - 26. miejsce
- Ronny Heer - 27. miejsce
- Tim Hug - 32. miejsce

Konkurs drużynowy HS 134/4 × 5 km
- Seppi Hurschler, Ronny Heer, Tim Hug, Tommy Schmid - 8. miejsce

### Skoki narciarskie mężczyzn
Konkurs indywidualny na skoczni normalnej
- Simon Ammann - 4. miejsce
- Andreas Küttel - 29. miejsce
- Pascal Egloff - 43. miejsce
- Marco Grigoli - 45. miejsce

Konkurs drużynowy na skoczni normalnej
- Simon Ammann, Andreas Küttel, Pascal Egloff, Marco Grigoli - 10. miejsce

Konkurs indywidualny na skoczni dużej
- Simon Ammann - 3. miejsce
- Andreas Küttel - 43. miejsce
- Marco Grigoli - 45. miejsce

### Skoki narciarskie kobiet
Konkurs indywidualny na skoczni normalnej
- Sabrina Windmüller - 25. miejsce